# Роб Бенедикт
Подебљан текст (21. септембар 1970−) је амерички сценски, филмски, телевизијски глумац и писац.